# Cas Retratista
Cas Retratista és un estudi de fotografia i espai cultural ubicat a Montuïri, Mallorca, nascut cap a finals del 2018. És la seu de l'Associació de Fotografia Analògica de Mallorca Cas Retratista. Està dirigit pel fotògraf Gaizka Taro. A Cas Retratista s'hi celebren concerts, exposicions, tallers, recitals de poesia, cicles de cinema, presentacions de llibres i altres actes culturals. Els esdeveniments que s'hi realitzen, sovint són enregistrats en vídeo i penjats a la plataforma Youtube. Alguns dels grups que han actuat a Cas Retratista són Mar Grimalt, Dos Abejos i Elysian.